# Josip Skoko
Josip Skoko, né le 10 décembre 1975 à Mount Gambier, est un footballeur international australien d'origine croate, évoluant au poste de milieu centre. 

## Biographie
International australien, il a participé à la Coupe du monde 2006 avec l'Australie.

## Palmarès
KRC Genk
- Champion de Belgique en 2002.
- Vainqueur de la Coupe de Belgique en 2000.

 Hajduk Split
- Vainqueur de la Coupe de Croatie en 2010.